# Grand Prix de Futsal
Der Grand Prix de Futsal war ein seit 2005 jährlich in Brasilien stattfindendes Futsal-Einladungsturnier der Confederação Brasileira de Futebol.
An den ersten beiden Austragungen nahmen jeweils sechs Mannschaften teil, seit 2007 umfasst das Teilnehmerfeld 16 Nationalteams aus aller Welt. Rekordsieger ist die Mannschaft des Gastgebers Brasilien mit zehn Erfolgen, 2010 schaffte es mit Spanien erstmals eine andere Mannschaft ganz oben aufs Siegertreppchen.
Die letzte Austragung fand 2018 statt.

## Turniere
| 2005 Details | Brusque                  | Brasilien | 7:3                 | Kolumbien   | Argentinien | 3:1       | Uruguay     |
| 2006 Details | Caxias do Sul            | Brasilien | 5:3                 | Italien     | Kroatien    | 4:3       | Argentinien |
| 2007 Details | Lages und Jaraguá do Sul | Brasilien | 4:0                 | Iran        | Argentinien | 5:4       | Ungarn      |
| 2008 Details | Fortaleza                | Brasilien | 3:2                 | Argentinien | Ukraine     | 5:4       | Paraguay    |
| 2009 Details | Anápolis und Goiânia     | Brasilien | 7:1                 | Iran        | Rumänien    | 4:2       | Tschechien  |
| 2010 Details | Anápolis                 | Spanien   | 2:1                 | Brasilien   | Paraguay    | 5:3 n. V. | Iran        |
| 2011 Details | Manaus                   | Brasilien | 2:1                 | Russland    | Argentinien | 4:2       | Iran        |
| 2013 Details | Maringá                  | Brasilien | 3:3 n. V. 4:2 i. S. | Russland    | Iran        | 6:2       | Paraguay    |
| 2014 Details | São Bernardo do Campo    | Brasilien | 7:2                 | Kolumbien   | Iran        | 10:4      | Guatemala   |
| 2015 Details | Uberaba                  | Brasilien | 4:3                 | Iran        | Kolumbien   | 1:0       | Paraguay    |
| 2018 Details | Brusque                  | Brasilien | 4:3                 | Tschechien  | Uruguay     | 6:1       | Costa Rica  |